# El arriero
El arriero es una película dramática colombiana de 2009 dirigida y escrita por Guillermo Calle y protagonizada por María Cecilia Sánchez, Elkin Díaz, Julián Díaz y Paula Castaño. Fue exhibida en importantes eventos como el Festival de Cine de Cartagena y el Festival de Cine de Guadalajara.

## Sinopsis
Ancízar López es "el arriero", un personaje encargado de buscar y contratar todo tipo de personas para convertirlas en mulas, transportando drogas hacia España en sus estómagos. Ancízar conoce a Lucía, una mula contratada por él. El arriero termina enamorándose de ella y metiéndose en muchos problemas.

## Reparto
- Julián Díaz - Ancizar
- Paula Castaño - Virginia
- María Cecilia Sánchez - Lucia
- Paco Hidalgo - Iñaki
- Carmenza Cossio - Fabiola